# バルトシュ・クレク
バルトシュ・カミル・クレク（ポーランド語: Bartosz Kamil Kurek, 1988年8月29日 - ）は、ポーランドの男子バレーボール選手である。

## 来歴
2009年、欧州選手権でポーランド代表が優勝を決めた大会で代表メンバーに名を連ねた。2011年も、欧州選手権で連覇は逃すものの3位となり、自身もベストサーバーを受賞。その後、ワールドカップにも出場し代表チームの準優勝に貢献した。2012年、ワールドリーグではMVPに輝く活躍で代表チームの優勝に貢献。そして、ロンドン五輪にも出場した。
以降も代表メンバーに名を連ねていたが、2014年、突如、自国開催の世界選手権代表メンバーから外れる。しかし、2015年は、欧州選手権とワールドカップに出場。
2016年、リオデジャネイロ五輪に出場した。その後はJTサンダーズでプレーする予定であったが、肉体的、身体的な疲労が蓄積されていたため、JTでのプレーを断念（JTも契約取り消しを了承した）。
2018年、世界選手権で連覇に貢献し、自身もMVPに輝いた。
2020年7月、V.LEAGUE DIVISION1のウルフドッグス名古屋に入団し、日本で戦うこととなる。2020-21シーズン、早速、V1で実力を発揮し、得点王となり、ベスト6も受賞した。
2021年、東京オリンピックに出場した。
2021-22シーズン、WD名古屋のキャプテンに就任。天皇杯優勝に導き、自身もMVPに輝く。V1男子でもチームを準優勝に導き、自身も敢闘賞、スパイク賞、ベスト6を受賞した。
2022年、世界選手権でポーランドの準優勝に貢献し、ベストオポジット（ドリームチーム）を受賞した。
2022/23シーズン、V1男子でWD名古屋の7シーズンぶりの優勝に貢献し、最高殊勲選手賞、ベスト6を受賞した。その後の黒鷲旗でもチームの優勝（2冠）に貢献し、黒鷲賞（最高殊勲選手）を受賞した。
2024年、WD名古屋からの退団が発表された。ポーランドに帰国しザクサ・ケンジェジン＝コジレに入団する。
2025年6月、東京グレートベアーズ入団が発表された。

## 人物
- 2020年8月に結婚[24]。妻のアンナ（ポーランド語版）は元ポーランド女子代表選手で、2018年から現役を離れていたが2024年に現役復帰した[25][26]。

## 球歴
- ポーランド代表 （2009年-）
  - オリンピック - 2012年、2016年、2021年、2024年
  - 世界選手権 - 2018年、2022年
  - ネーションズリーグ - 2018年、2021年、2022年、2023年
  - 欧州選手権 - 2009年、2011年、2013年、2015年、2017年、2019年、2021年、2023年
  - ワールドカップ - 2011年、2015年、2019年
  - ワールドグランドチャンピオンズカップ - 2009年
  - ワールドリーグ - 2009-2017年
- ポーランドユース代表
  - 世界ユース選手権 - 2007年
  - U19欧州選手権 - 2005年

## 所属チーム
- AZS PWSZ Nysa （2004-2005年）
- ZAKSA Kedzierzyn-Kozle （2005-2008年）
- PGE Skra Belchatow （2008-2012年）
- VCディナモ・モスクワ （2012-2013年）
- ASバレー・ルーベ （2013-2015年）
- アセッコ・レソヴィア・ジェシュフ （2015-2016年）
- PGE Skra Belchatow （2016-2017年）
- Ziraatbank （2017-2018年）
- Onico Warszawa （2018-2019年）
- Verovolley Monza （2019-2020年）
- ウルフドッグス名古屋 （2020-2024年）
- ザクサ・ケンジェジン＝コジレ（英語版）（2024-2025年）
- 東京グレートベアーズ（2025年-）

## 受賞歴
- 2005年 - U19欧州選手権 ベストスパイカー
- 2009年 - 世界クラブ選手権 得点王
- 2011年 - ポーランドカップ ベストスパイカー
- 2011年 - ワールドリーグ 得点王
- 2011年 - 欧州選手権 得点王
- 2012年 - 欧州チャンピオンズリーグ ベストスパイカー
- 2012年 - ワールドリーグ MVP
- 2018年 - 世界選手権 MVP
- 2021年 - 2020-21 V.LEAGUE DIVISION1 MEN 得点王、ベスト6
- 2021年 - 令和3年度天皇杯・皇后杯全日本バレーボール選手権大会 MVP
- 2022年 - 2021-22 V.LEAGUE DIVISION1 MEN 敢闘賞、スパイク賞、ベスト6
- 2022年 - 世界選手権 ベストオポジット
- 2023年 - 2022-23 V.LEAGUE DIVISION1 MEN 最高殊勲選手賞、ベスト6
- 2023年 - 第71回黒鷲旗全日本選抜大会 黒鷲賞、ベスト6